# Psycho (film din 1960)
Psycho este un film de groază /thriller american din 1960, regizat de Alfred Hitchcock. Scenariul scris de Joseph Stefano este inspirat din romanul cu același nume (1959) al lui Robert Bloch. Romanul era inspirat din crimele înfăptuite de Ed Gein, un criminal și răpitor de pe teritoriul statului american Wisconsin, care locuia la doar 40 de mile de Bloch și avea mai multe crime la activ. Rolurile principale sunt interpretate de Anthony Perkins și Janet Leigh.
Filmul prezintă întâlnirea dintre o secretară, Marion Crane (Leigh), care se ascunde la un motel izolat după ce delapidase bani de la angajatorul său, și proprietarul nebun al motelului, Norman Bates (Perkins), precum și evenimentele petrecute după întâlnirea lor.
Psycho a primit inițial recenzii mixte, dar succesul de la box office a determinat o revizuire a acestora, acestea devenind pozitive; au urmat patru nominalizări la Premiul Oscar. Psycho este considerat în prezent unul din cele mai bune filme ale regizorului Alfred Hitchcock și este considerat de critici o capodoperă a cinematografiei mondiale. Filmul a avut două continuări, un film cu acțiunea desfășurată anterior, un remake și un film de televiziune. În 1992, filmul a fost selectat de Biblioteca Congresului pentru a fi păstrate în National Film Registry.

## Rezumat
Având nevoie de bani pentru a se căsători cu iubitul său, Sam Loomis (John Gavin), secretara Marion Crane (Janet Leigh) din Phoenix fură 40.000 de dolari de la unul dintre clienții patronului său și fuge din oraș cu mașina proprie. Pe drum spre casa din California a lui Sam, ea oprește de-a lungul drumului și doarme în mașină. Un polițist ce patrula pe autostradă, care o trezește, devine suspicios din cauza faptului că femeia era agitată și începe să o urmărească. În următorul oraș, ea își schimbă mașina cu o alta și apoi își continuă drumul. În timpul deplasării, izbucnește o furtună puternică, iar Marion oprește de-a lungul drumului și solicită cazare pentru o noapte la Motelul Bates.

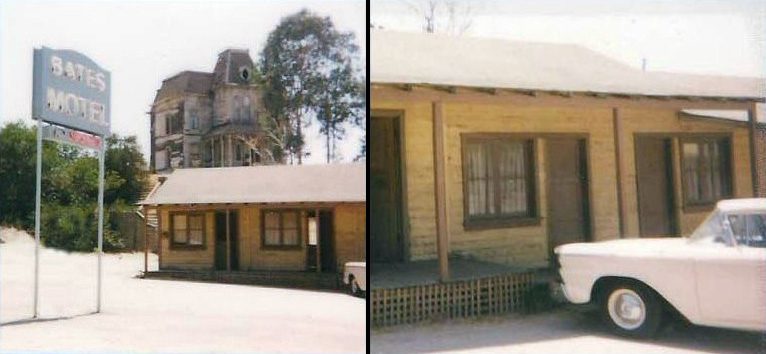
Platoul filmului "Psycho" se află încă pe terenul studiourilor Universal. La momentul în care s-a făcut această fotografie (1997), mașina condusă de Janet Leigh în film era parcată în fața motelului.

Proprietarul Norman Bates (Anthony Perkins) îi spune lui Marion că el are rareori clienți din cauza faptului că motelul se află de-a lungul vechii autostrăzi, mai puțin frecventate, și menționează că locuiește cu mama sa, într-o casă apropiată cu vedere la motel. El o invită timid pe Marion să ia cina cu el. Ea îl aude pe Norman certându-se cu mama sa cu privire la presupusul lui interes sexual față de Marion și, în timpul mesei, Marion îl supără, sugerându-i să-și interneze mama la un azil. El recunoaște că și-ar dori să facă acest lucru, dar nu vrea să o abandoneze.
Marion vrea să se întoarcă la Phoenix pentru a returna banii. Pe când ea se dezbrăca în cameră, Norman privește printr-un vizor aflat în peretele biroului său. După ce calculează modul în care poate rambursa banii pe care îi cheltuise, Marion aruncă hârtiile în vasul WC și începe să facă un duș. Brusc, cineva cu o figură nedeslușită intră în baie și o lovește mortal pe Marion cu un cuțit. Norman găsește cadavrul și presupune imediat că mama sa a comis crima. El curăță baia și pune corpul lui Marion, înfășurat în perdeaua de duș, și toate lucrurile ei, inclusiv banii, în portbagajul mașinii femeii și o scufundă într-o mlaștină din apropiere.
La scurt timp după aceea, Sam este contactat de sora lui Marion Lila (Vera Miles) și de detectivul particular Milton Arbogast (Martin Balsam), care fusese angajat de patronul lui Marion pentru a o găsi și a recupera banii. Arbogast caută urmele lui Marion pe la motelurile din zonă și-l întreabă și pe Norman despre Marion, dar proprietarul motelului minte în mod neconvingător. El refuză să-l lase pe Arbogast să vorbească cu mama lui, pretinzând că aceasta este bolnavă. Arbogast îi telefonează Lilei și-i spune că o va contacta din nou după ce va vorbi cu mama lui Norman. Arbogast intră în casa lui Norman și este atacat cu un cuțit de bucătărie mare de o persoană cu fața acoperită, făcându-l să cadă în jos pe scări și apoi înjunghiindu-l mortal. Norman vorbește cu mama sa și o îndeamnă să se ascundă în pivniță, astfel încât nimeni să nu o poată găsi. Ea respinge ideea și-i spune fiului să iasă din cameră. Împotriva voinței ei, Norman o duce în pivnița de fructe.
Atunci când Arbogast nu o mai sună pe Lila, ea și Sam contactează poliția locală. Șeriful adjunct Al Chambers este perplex să afle că Arbogast a văzut o femeie la fereastră și dezvăluie faptul că mama lui Norman a murit în urmă cu zece ani. Norman a găsit-o moartă alături de iubitul ei căsătorit, o aparentă crimă-sinucidere. Când Chambers respinge preocupările Lilei și a lui Sam legate de dispariția lui Arbogast, cei doi decid să meargă ei înșiși la motel. Dându-se drept un cuplu căsătorit, Sam și Lila caută prin motel și prin camera unde se cazase Marion, unde găsesc o bucată de hârtie pe care era scris "40.000 dolari". În timp ce Sam distrage atenția lui Norman, Lila se furișează în casă pentru a o căuta pe mama lui. Sam sugerează că Norman a ucis-o pe Marion pentru bani, astfel încât să-și poată cumpăra un motel nou. Dându-și seama că Lila lipsește, Norman îl lovește pe Sam și fuge spre casă. Lila îl vede și se ascunde în pivniță, unde ea descoperă corpul mumificat al doamnei Bates și începe să țipe. După câteva secunde, Norman intră în pivniță, purtând hainele mamei sale și o perucă și având în mână un cuțit. Sam ajunge la timp tocmai pentru a-l opri pe Bates și a salva pe Lila.
După arestarea lui Norman, psihiatrul dr. Fred Richmond (Simon Oakland) îi spune lui Sam și Lilei că doamna Bates este vie doar în imaginația bolnavă a lui Norman. După moartea tatălui lui Norman, mama și fiul trăiseră ca și cum ei ar fi fost singurele persoane de pe lume. Când mama lui și-a găsit un iubit, Norman a fost măcinat de gelozie și i-a ucis pe amândoi. Copleșit de vinovăție, el a încercat să "șteargă crima", aducându-și mama "înapoi la viață" în mintea lui. Norman a furat cadavrul ei și i-a conservat corpul; el și-a dezvoltat o personalitate multiplă, în care coexistau cele două personalități - Norman și "Mama" -; atunci când el este "Mama", el acționa, discuta și se îmbrăca așa cum ar fi făcut-o mama sa. Se descoperă că primele două victime ale "Mamei" erau două tinere atractive, iar cea de-a treia victimă era Marion; "Mama" este la fel de geloasă pe Norman așa cum și el era pe ea, și astfel "ea" îi ucide pe toți de care Norman se simte atras. Psihoza îl protejează de cunoașterea altor crime comise după moartea mamei sale.
Norman se află într-o celulă, cu mintea dominată de personalitatea Mamei. Cu o voce groasă, ea spune că va dovedi autorităților că este inofensivă prin refuzul de a lovi o muscă de pe mâna lui Norman, apoi formează un zâmbet care se suprapune peste un craniu albit pe măsură ce camera de filmat înlocuiește încet această imagine arătând cum este recuperată mașina lui Marion din mlaștină.

## Distribuție
- Anthony Perkins - Norman Bates
- Janet Leigh - Marion Crane
- Vera Miles - Lila Crane
- John Gavin - Sam Loomis
- Martin Balsam - detectivul Milton Arbogast
- John McIntire - șeriful Al Chambers
- Simon Oakland - dr. Fred Richmond
- Frank Albertson - Tom Cassidy
- Pat Hitchcock - Caroline
- Vaughn Taylor - George Lowery
- Lurene Tuttle - dna Chambers
- John Anderson - California Charlie
- Mort Mills - polițistul de pe autostradă
- Virginia Gregg, Jeanette Nolan și Paul Jasmin (toți necreditați) - vocea Normei Bates
- Ted Knight (necreditat) - ofițer de poliție

Succesul filmului Psycho a propulsat cariera lui Perkins, dar acesta a început în curând să sufere de identificarea cu personajul. Cu toate acestea, atunci când Perkins a fost întrebat dacă el ar fi acceptat rolul știind că se va identifica după aceea cu personajul, el a răspuns cu un categoric "da".
Până la moartea ei, Leigh a continuat să primească apeluri, scrisori și chiar benzi magnetice ciudate și, uneori, amenințătoare, în care expeditorii detaliau ce le-ar fi plăcut să facă cu Marion Crane. O scrisoare a fost atât de "grotescă" atfel încât ea a dus-o la FBI, iar doi agenți au vizitat-o pe Leigh și i-au spus că vinovații au fost localizați și că ea ar trebui să anunțe FBI-ul dacă va mai primi scrisori de acel tip.
Vocea mamei lui Norman a fost interpretată de Paul Jasmin, Virginia Gregg și Jeanette Nolan, care au furnizat și țipetele scoase de Lila când a descoperit cadavrul mamei. Cele trei voci au fost bine amestecate, cu excepția ultimului discurs, care este în întregime cea a lui Gregg.

## Premii
| Premiu                                          | Categorie                                 | Nume                                             | Rezultat     |
| ----------------------------------------------- | ----------------------------------------- | ------------------------------------------------ | ------------ |
| Premiile Oscar (ediția XXXIII)                  | Regizor                                   | Alfred Hitchcock                                 | Nominalizat  |
| Premiile Oscar (ediția XXXIII)                  | Cea mai bună actriță în rol secundar      | Janet Leigh                                      | Nominalizat  |
| Premiile Oscar (ediția XXXIII)                  | Cea mai bună imagine alb-negru            | John L. Russell                                  | Nominalizat  |
| Premiile Oscar (ediția XXXIII)                  | Cele mai bune decoruri alb-negru          | Joseph Hurley, Robert Clatworthy, George Milo    | Nominalizat  |
| Directors Guild of America                      | Realizare regizorală excepțională în film | Alfred Hitchcock                                 | Nominalizat  |
| Premiile Edgar Allan Poe                        | Cel mai bun film                          | Joseph Stefano (scenarist), Robert Bloch (autor) | Câștigător   |
| International Board of Motion Picture Reviewers | Cel mai bun actor                         | Anthony Perkins                                  | La egalitate |
| Premiile Globul de Aur (ediția XVIII)           | Cea mai bună actriță în rol secundar      | Janet Leigh                                      | Câștigător   |
| Writers Guild of America, East                  | Cel mai bun scenariu american             | Joseph Stefano                                   | Nominalizat  |

În 1992, filmul a fost declarat "semnificativ din punct de vedere cultural, istoric sau estetic" de către Biblioteca Congresului din SUA și a fost selectat pentru păstrarea în National Film Registry.
Leigh a afirmat că "nici un alt film cu mistere din istoria filmului nu a inspirat o astfel de comercializare." Orice del de obiecte inscripționate cu Bates Motel, fotografii, carduri și postere extrem de valoroase sunt disponibile pentru achiziționare. În 1992, a fost adaptat scenă cu scenă în trei cărți de benzi desenate de către Innovative Corporation.
Psycho a apărut pe o serie de liste elaborate de situri Internet, canale de televiziune și reviste. Scena din cabina de duș a fost aleasă pe locul 4 în lista 100 Scariest Movie Moments a rețelei de televiziune Bravo, în timp ce scena finală a fost clasată pe locul 4 în lista similară elaborată de revista Premiere. Cartea The 100 Greatest Movies of All Time publicată de revista Entertainment Weekly a clasat filmul pe locul 11.
Listele American Film Institute
- AFI's 100 Years...100 Movies - #18
- AFI's 100 Years...100 Thrills - #1
- AFI's 100 Years...100 Heroes and Villains:
  - Norman Bates - #2 Villain
- AFI's 100 Years...100 Movie Quotes:
  - "A boy's best friend is his mother." - #56
  - "We all go a little mad sometimes." - Nominalizat[19]
- AFI's 100 Years of Film Scores - #4
- AFI's 100 Years...100 Movies (10th Anniversary Edition) - #14

## Continuări și remake-uri

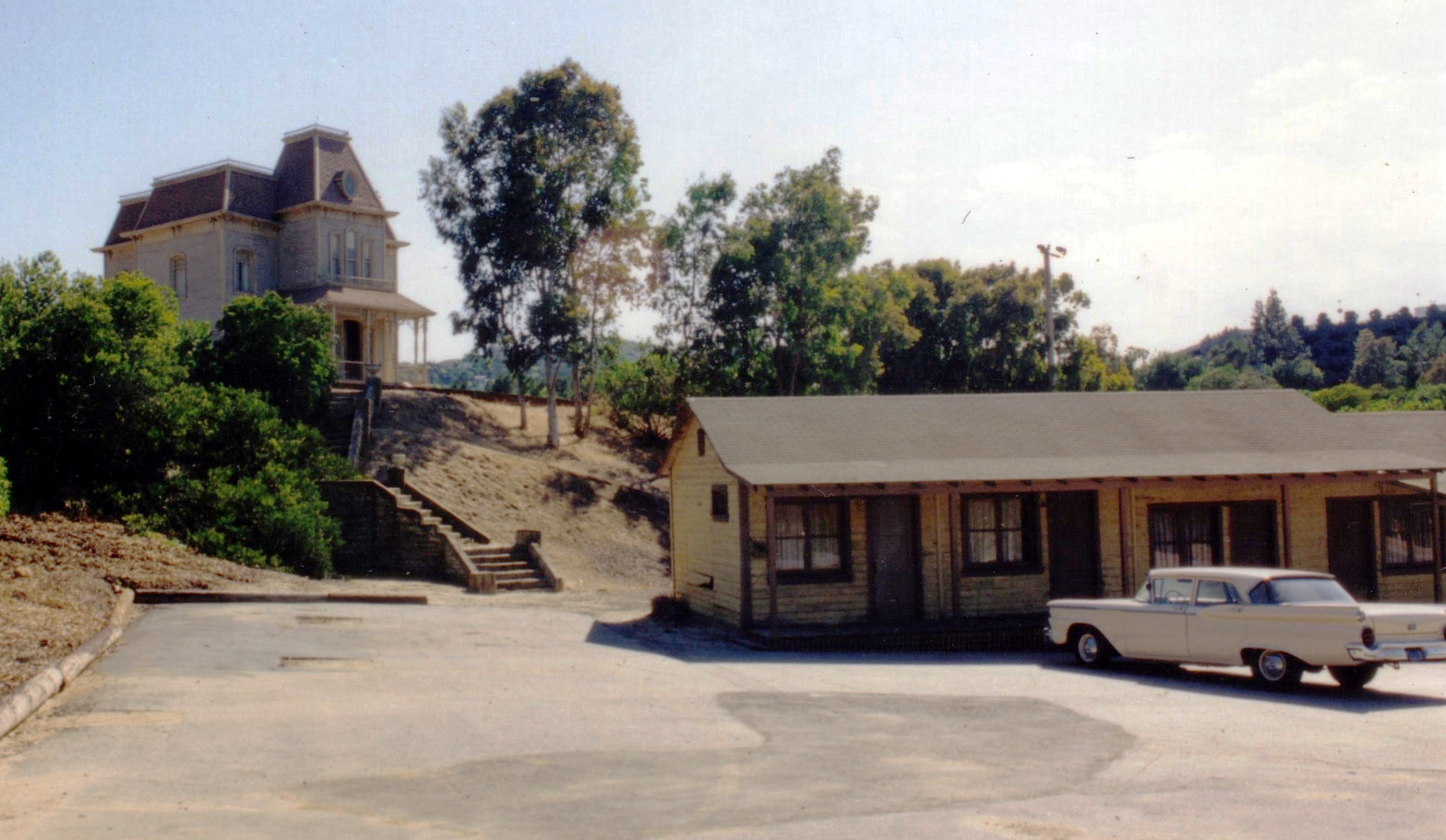
Motelul Bates și casa au devenit o atracție populară a platourilor de filmare a studioului Universal.

Trei continuări au fost realizate: Psycho II (1983), Psycho III (1986) și Psycho IV: The Beginning (1990), ultimul fiind un film de televiziune cu un scenariu scris de autorul scenariului original, Joseph Stefano, și a cărui acțiune se petrece anterior celeia din primul film. Anthony Perkins a revenit la rolul lui Norman Bates în toate cele trei continuări și a regizat, de asemenea, al treilea film. Vocea mamei lui Norman Bates a fost interpretată tot de actrița radiofonică Virginia Gregg, cu excepția filmului Psycho IV, unde rolul a fost interpretat de Olivia Hussey. Vera Miles a reluat rolul Lila Crane în Psycho II. Continuările au fost bine primite, dar considerate inferioare filmului original.
Bates Motel a fost un proiect de televiziune din care s-a difuzat numai episodul pilot (înainte de realizarea filmului Psycho IV). Anthony Perkins a refuzat să apară în episodul pilot, astfel încât rolul lui Norman a fost interpretat de Kurt Paul, care fusese dublura lui Perkins în Psycho II și III. În 1998, Gus Van Sant a regizat un remake al filmului Psycho. Filmul este color și are o distribuție diferită, dar în afară de aceasta este un remake care practic copiază mișcările camerei și montajul din filmul lui Hitchcock. A Conversation with Norman (2005), regizat de Jonathan M. Parisen, a fost un film inspirat din Psycho.
Începând cu anul 2010, este în lucru un film bazat pe cartea Alfred Hitchcock and the Making of Psycho a lui Stephen Rebello. Filmul va fi intitulat Alfred Hitchcock Presents, va fi regizat de Ryan Murphy și îl va avea pe Anthony Hopkins în rolul lui Hitchcock.
La 19 octombrie 2010, un documentar independent numit The Psycho Legacy a fost lansat pe DVD. Documentarul analizează moștenirea și impactul filmului Psycho nu doar asupra cinematografului, ci și asupra întregii lumi. Filmul a inclus și istoria producției filmelor Psycho II, Psycho III și Psycho IV: The Beginning. El a primit recenzii majoritar pozitive din partea criticilor și a fanilor.
La 13 ianuarie 2012, A&E a anunțat că un serial de televiziune numit Bates Motel era în curs de dezvoltare la postul de televiziune. Serialul TV nu are nici o legătură cu proiectul anterior Bates Motel, al cărui episod pilot fusese difuzat în 1987. Acțiunea din serial va avea loc înainte de evenimentele din filmul original și vor povesti copilăria lui Norman Bates, relațiile cu mama lui și modul în care ea l-a făcut să devină un criminal, similare secventelor de flashback din Psycho IV: The Beginning. Serialul a avut premiera la 18 martie 2013 pe canalul TV american A&E.

## Impact cultural
Psycho a devenit unul dintre cele mai cunoscute filme din istoria cinematografiei și este probabil cel mai cunoscut film al lui Hitchcock. În romanul său, Bloch a utilizat neobișnuită: el a introdus în mod repetat protagoniști simpatetici, apoi i-a ucis. Aceasta se joacă cu așteptările cititorilor scrierilor tradiționale, lăsându-i confuzi și speriați. Hitchcock a recunoscut efectul pe care această abordare l-ar putea avea asupra publicului și a utilizat-o în adaptarea sa, omorând personajul interpretat de Leigh la sfârșitul primului act. Această intrigă îndrăzneață, cuplată cu faptul că personajul era interpretat de un nume mare de la box-office-ul acelei perioade, a fost o întorsătură șocantă pentru anii 1960.
Momentul cel mai original și mai influent din film este "scena de la duș", care a devenit reprezentativă în cultura pop, deoarece este adesea considerată ca fiind una dintre cele mai terifiante scene filmate vreodată. O parte din eficacitatea sa s-a datorat utilizării tehnicilor de montaj împrumutate de la producătorii de film sovietici, precum și scrâșnetului de viori din muzica compusă de Bernard Herrmann.
Psycho este considerat astăzi a fi primul film în genul slasher și a fost menționat în filme de mai multe ori; printre acestea se află film muzical horror Phantom of the Paradise (1974), filmul horror Halloween (1978) (unde joacă Jamie Lee Curtis, fiica lui Janet Leigh), High Anxiety (1977), Fade to Black (1980), Dressed to Kill (1980) și satira horror Scream (1996) a lui Wes Craven. Tema muzicală de deschidere a lui Bernard Herrmann a fost folosită de rapperul Busta Rhymes în cântecul "Gimme Some More" (1998). Romanul What You See in the Dark (2011) al lui Manuel Muñoz include o intrigă secundară care ficționalizează elemente de la filmarea lui Psycho, referindu-se la Hitchcock și la Leigh doar ca "regizorul" și "actrița". În cartea de benzi desenate a lui Jonni Future, casa moștenită de personajul titular este modelată după Hotelul Bates. Secvența de final este parodiată de South Park în "City Sushi".